# Emerald City
Emerald City är en amerikansk TV-serie baserad på L. Frank Baums böcker om landet Oz. De två första avsnitten visades på NBC den 6 januari 2017. I Sverige sändes serien på Viaplay.

## Rollista (i urval)

### Huvudroller
- Adria Arjona – Dorothy Gale[2]
- Oliver Jackson-Cohen – Roan / Lucas[3]
- Ana Ularu – West[3]
- Mido Hamada – Eamonn[4]
- Gerran Howell as Jack[3]
- Jordan Loughran – Tip[4]
- Joely Richardson – Glinda[5]
- Vincent D'Onofrio as Frank Morgan / The Wizard of Oz[4]

### Återkommande roller
- Isabel Lucas – Anna[6]
- Roxy Sternberg – Elizabeth[6]
- Stefanie Martini – Langwidere[6]
- Rebeka Rea – Sylvie
- Ólafur Darri Ólafsson – Ojo

## Mottagande
Emerald City fick mestadels positiva recensioner från flera kritiker.
Rotten Tomatoes rapporterade att 38 procent, baserat på 39 recensioner, hade satt ett genomsnittsbetyg på 5,2 av 10. På Metacritic nådde serien genomsnittsbetyget 47 av 100, baserat på 31 recensioner.